# Christopher Date
Christopher J. Date (nació en 1941) es autor, conferencista, investigador y consultor independiente, especializado en la tecnología de bases de datos relacionales. Es el investigador principal del modelo relacional de bases de datos de Edgar F. Codd junto con Hugh Darwen. Trabajó en IBM.

## Biografía
Chris Date obtuvo el título de licenciado en Matemáticas de la Universidad de Cambridge (Reino Unido) en 1962 y entró en el mundo de las computadoras como programador matemático en Leo Computers (Londres), donde rápidamente pasó al área de educación y entrenamiento. En 1966, obtuvo el grado de Master de la Universidad de Cambridge y en 1967 se unió a IBM como instructor de programación.
Mientras trabajaba en IBM, estuvo involucrado en el planeamiento y diseño de los productos de IBM SQL/DS y DB2. Dejó IBM en 1983. Ha escrito una gran cantidad de artículos y libros sobre el modelo relacional junto con Hugh Darwen.
Su libro, Introducción a los sistemas de bases de datos, actualmente en su octava edición, es ampliamente reconocido como el texto de referencia en cuanto al modelo relacional y las bases de datos.
Es autor de varios libros:
- una lectura básica en bases de datos relacionales, Introducción a los sistemas de bases de datos
- El Tercer Manifiesto (junto con Hugh Darwen)
- y varias ediciones de Relational Database Writings. ISBN 0-201-39814-1, ISBN 0-201-82459-0, ISBN 0-201-54303-6, ISBN 0-201-50881-8 ISBN 0-201-14440-9

- Datos: Q93008
- Multimedia: Christopher J. Date / Q93008